# Юниверсити (Флорида)
Юниверсити (англ. University) — статистически обособленная местность, расположенная в округе Хилсборо (штат Флорида, США) с населением в 30 736 человек по статистическим данным переписи 2000 года.

## География
По данным Бюро переписи населения США статистически обособленная местность Юниверсити имеет общую площадь в 10,1 квадратных километров, водных ресурсов в черте населённого пункта не имеется.

## Демография
| Год переписи        | Нас.  |  | %±     |
| ------------------- | ----- |  | ------ |
| 1970                | 10039 |  | —      |
| 1980                | 24514 |  | 144,2% |
| 1990                | 23760 |  | −3,1%  |
| 2000                | 30736 |  | 29,4%  |
| 1970–2000 Источник: |       |  |        |

Из домашних хозяйств в 24,9 % воспитывали детей в возрасте до 18 лет, 18,1 % представляли собой совместно проживающие супружеские пары, в 18,4 % семей женщины проживали без мужей, 57,8 % не имели семей. 41,7 % от общего числа семей на момент переписи жили самостоятельно, при этом 7,1 % составили одинокие пожилые люди в возрасте 65 лет и старше. Средний размер домашнего хозяйства составил 2,12 человек, а средний размер семьи — 2,96 человек.
Население статистически обособленной местности по возрастному диапазону по данным переписи 2000 года распределилось следующим образом: 22,8 % — жители младше 18 лет, 22,1 % — между 18 и 24 годами, 32,5 % — от 25 до 44 лет, 12,1 % — от 45 до 64 лет и 10,5 % — в возрасте 65 лет и старше. Средний возраст жителей составил 27 лет. На каждые 100 женщин в Юниверсити приходилось 97,4 мужчин, при этом на каждые сто женщин 18 лет и старше приходилось 94,8 мужчин также старше 18 лет.
Средний доход на одно домашнее хозяйство статистически обособленной местности составил 22 090 долларов США, а средний доход на одну семью — 24 094 доллара. При этом мужчины имели средний доход в 22 419 долларов США в год против 20 219 долларов среднегодового дохода у женщин. Доход на душу населения статистически обособленной местности составил 22 090 долларов в год. 24,8 % от всего числа семей в населённом пункте и 31,3 % от всей численности населения находилось на момент переписи населения за чертой бедности, при этом 39,6 % из них были моложе 18 лет и 14,0 % — в возрасте 65 лет и старше.